# Örgryte-Härlanda
Örgryte-Härlanda foi uma das freguesias administrativas da cidade sueca de Gotemburgo no período 2011-2020.
As "freguesias administrativas" cessaram de existir em 1 de janeiro de 2021, tendo as suas funções sido centralizadas em 6 "administrações municipais" (fackförvaltningar).

Estava situada a leste do centro da cidade.
Tinha uma área de 25,8 km2 e uma população de 61 042 habitantes (2018).
Compreendia os bairros de Bagaregården, Björkekärr, Härlanda, Kallebäck, Kålltorp, Kärralund, Lunden, Olskroken, Redbergslid, Skår, Torpa e Överås.
Possuía áreas de recreação natural nos lagos Delsjöarna e Härlanda tjärn

## Galeria

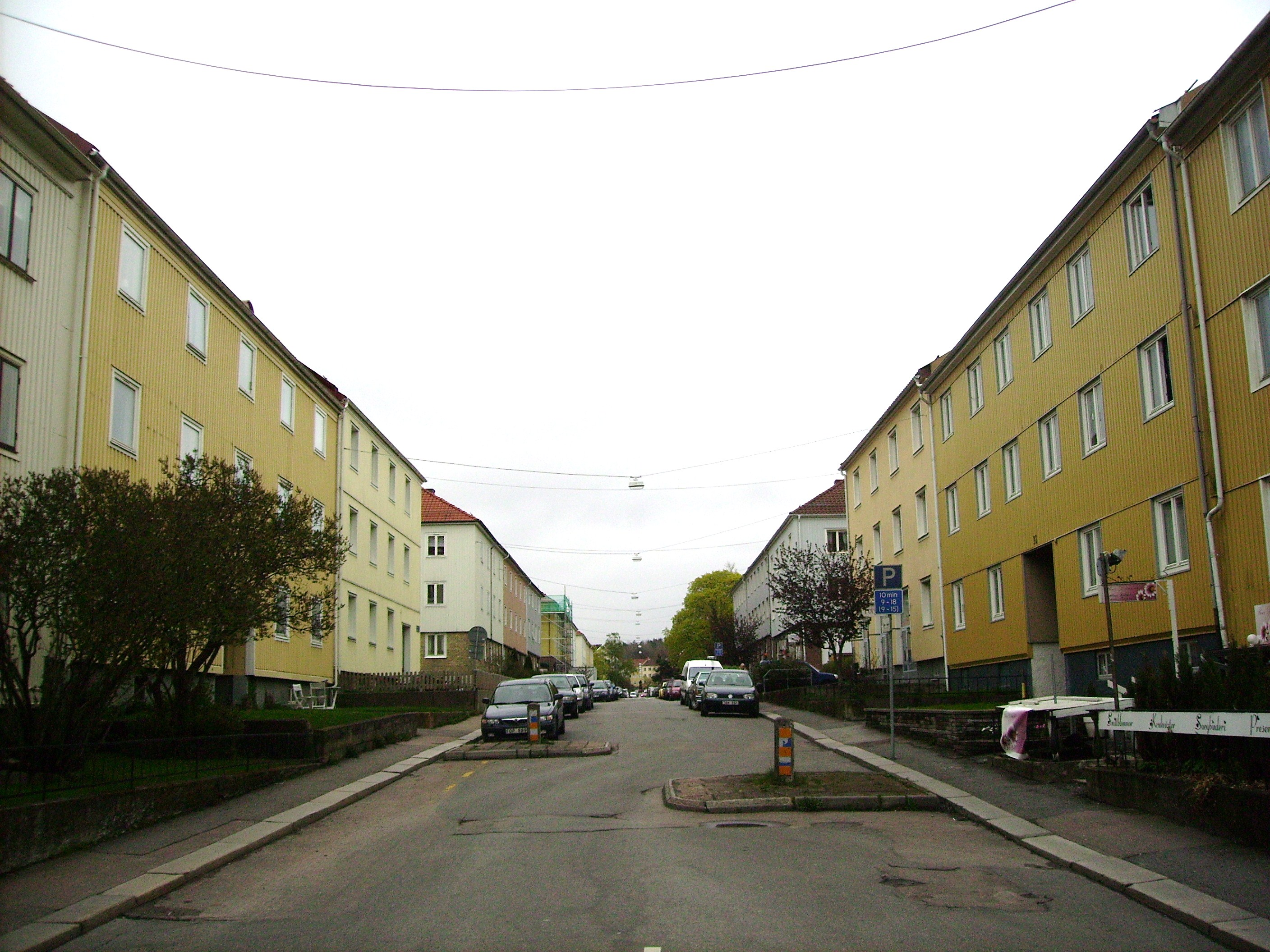
A rua Björcksgatan em Kålltorp
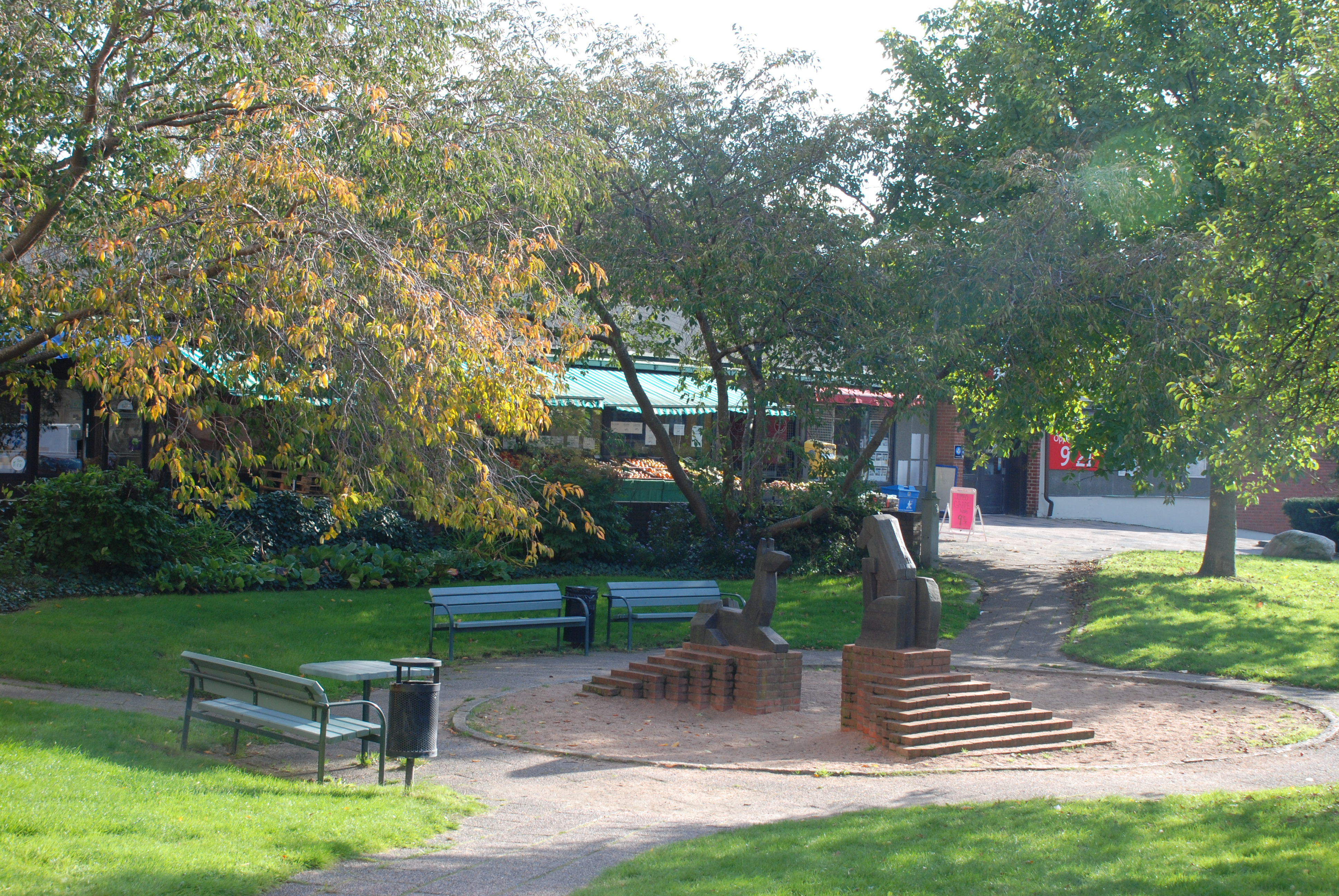
A praça Stabbetorget em Björkekärr
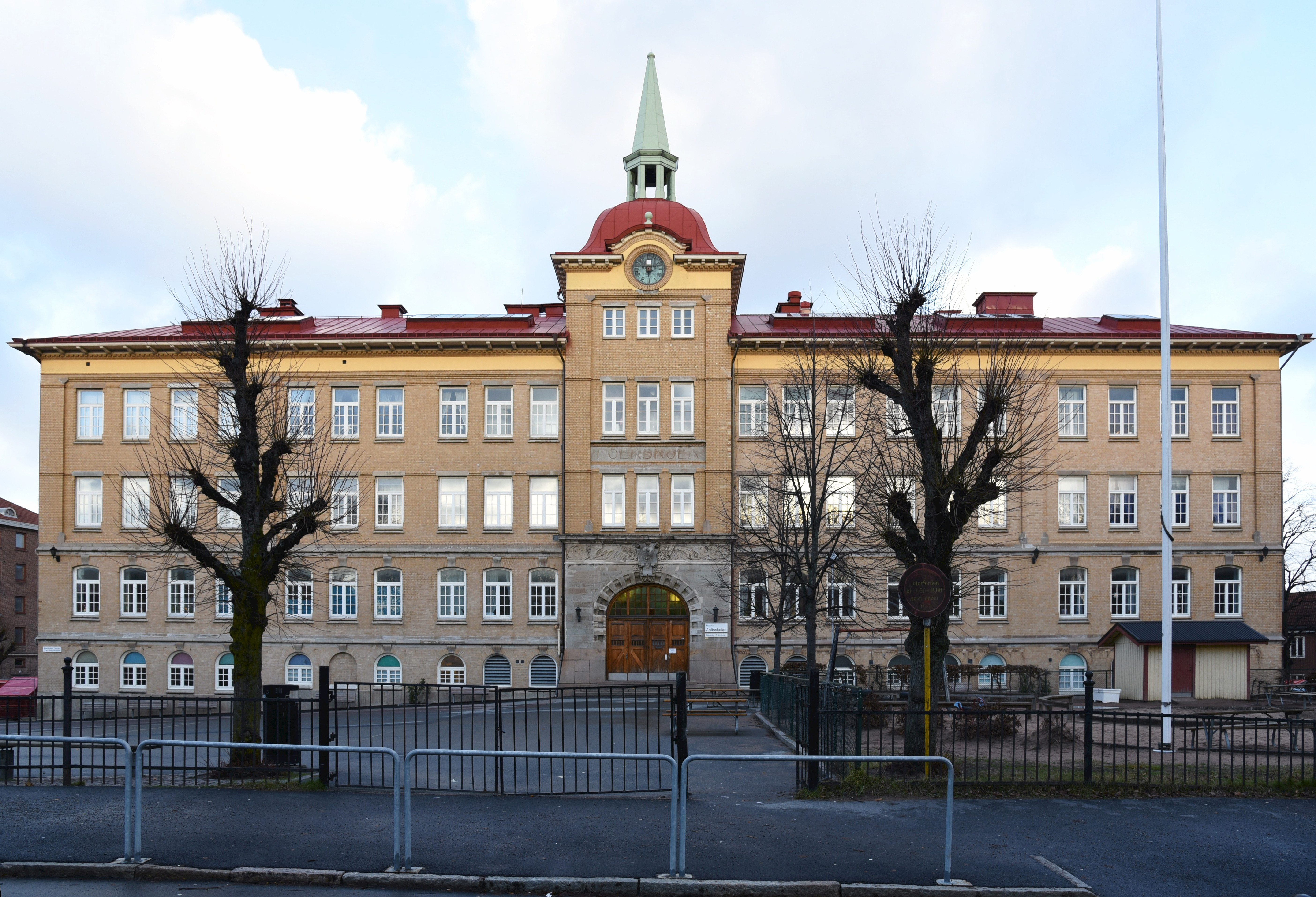
A escola Ånässkolan em Olskroken
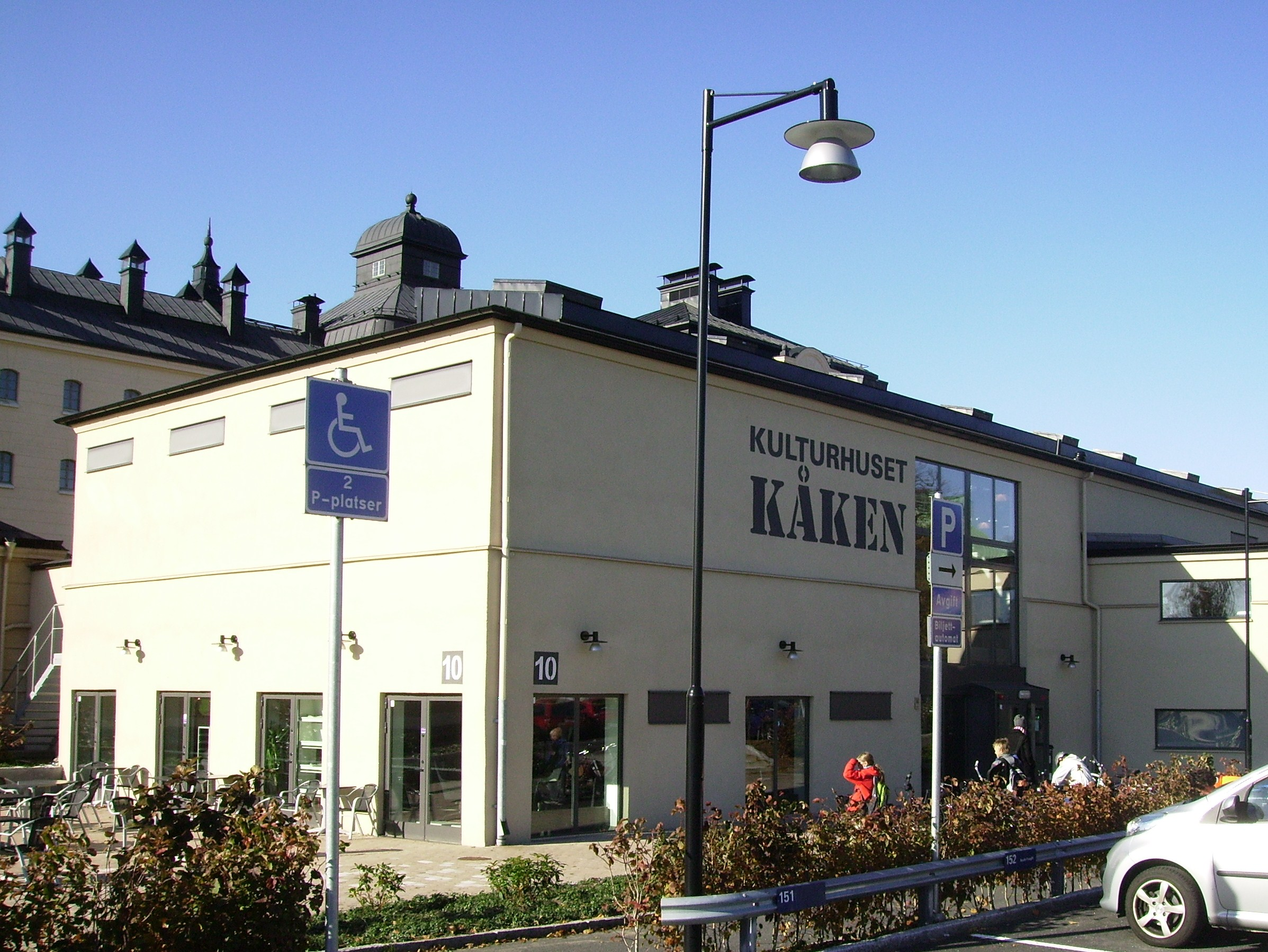
A casa da cultura Kåken na antiga prisão